# S-Bahn w Berlinie

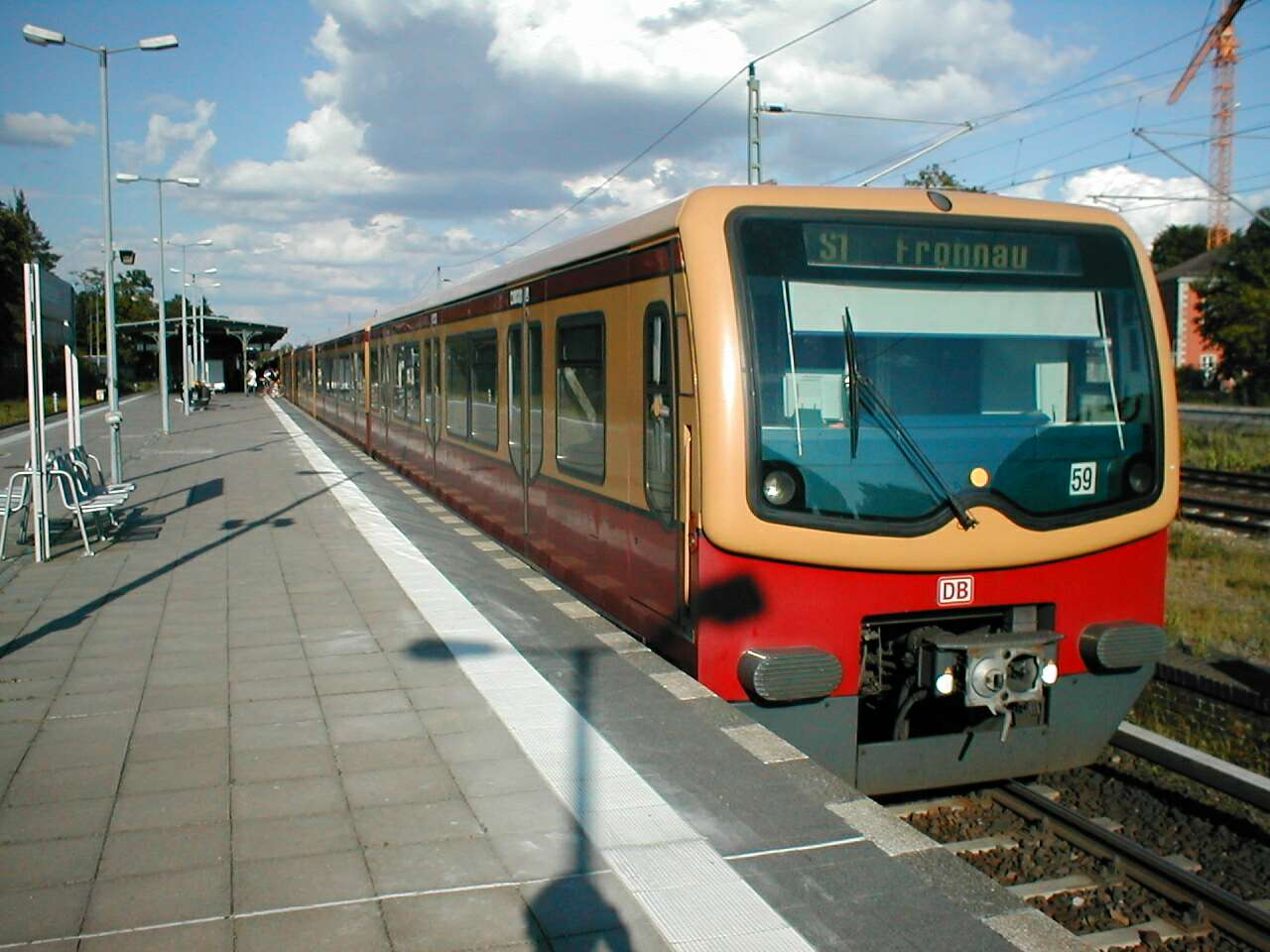
Skład berlińskiej S-Bahn typu 481

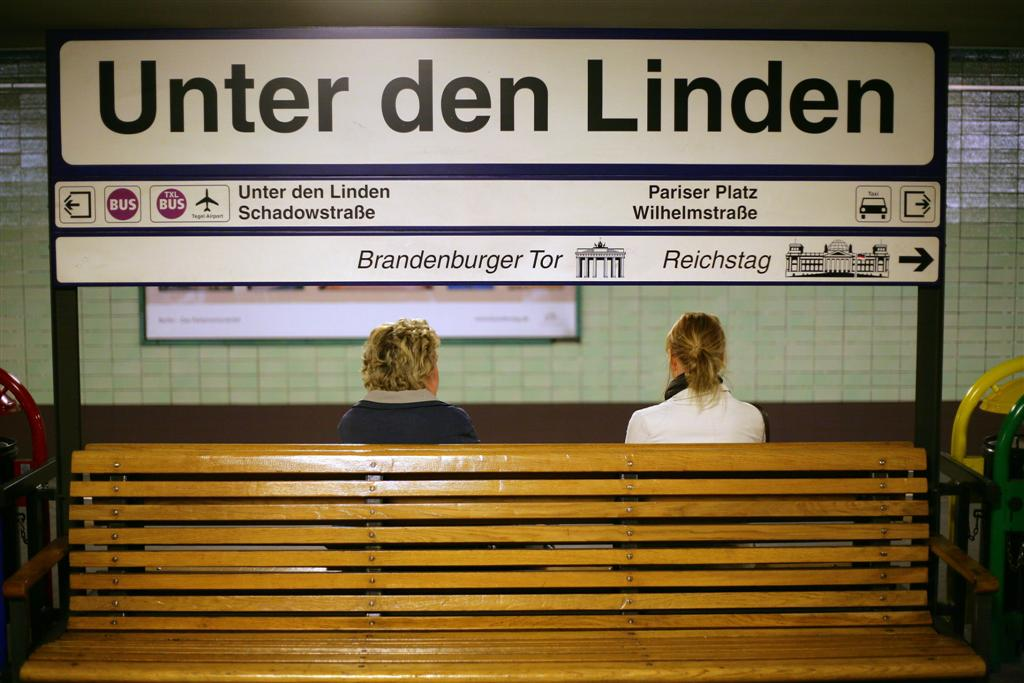
Tablica informacyjna na berlińskiej stacji S-Bahn Unter den Linden (obecna nazwa stacji: Berlin Brandenburger Tor)

S-Bahn w Berlinie – szybka kolej miejska, najstarsza w Niemczech i pierwowzór klasycznej SKM na całym świecie. Linie S-Bahn obsługiwane są przez S-Bahn Berlin GmbH, spółkę-córkę Deutsche Bahn. Obecnie w Berlinie kursuje 15 linii S-Bahn, większość z nich sięga  poza granice miasta. Wraz z liniami U-Bahn tworzą kręgosłup transportu zbiorowego w aglomeracji Berlina, zintegrowanego w Verkehrsverbund Berlin-Brandenburg.
Nazwa S-Bahn wywodzi się z określenia Stadt-Schnell-Bahn (szybka kolej miejska).
Linie S-Bahn rozmieszczone są w trzech grupach:
- linie wschód-zachód, przebiegające na centralnym odcinku przez kolej wiaduktową (Stadtbahn)
- linie północ-południe, na centralnym odcinku w tunelu (Nord-Süd S-Bahn)
- linie okólne (die Ringbahn)

Linia Ringbahn na mapie przypomina kształtem głowę psa, dlatego kolokwialnie berlińczycy nazywają ją, jak również centralny obszar przez nią otoczony właśnie Psim łbem (niem. Hundekopf).

## Linie
| Linia | Przebieg trasy                              | Liczba stacji | Szlaki kolejowe                                                                |
| ----- | ------------------------------------------- | ------------- | ------------------------------------------------------------------------------ |
| S1    | Wannsee ↔ Oranienburg                       | 35            | Wannseebahn, Nord-Süd-Tunnel, Preußische Nordbahn                              |
| S2    | Blankenfelde ↔ Bernau                       | 28            | Dresdener Bahn, Nord-Süd-Tunnel, Stettiner Bahn                                |
| S25   | Teltow Stadt ↔ Hennigsdorf                  | 27            | Anhalter Bahn, Nord-Süd-Tunnel, Kremmener Bahn                                 |
| S3    | Spandau ↔ Erkner                            | 30            | Schlesische Bahn                                                               |
| S41   | Gesundbrunnen – Südkreuz – Gesundbrunnen    | 28            | Berliner Ringbahn (zgodnie z ruchem wskazówek zegara)                          |
| S42   | Gesundbrunnen – Südkreuz – Gesundbrunnen    | 28            | Berliner Ringbahn (przeciwnie do ruchu wskazówek zegara)                       |
| S45   | Südkreuz ↔ Port lotniczy Berlin-Brandenburg | 12            | Außenring, Görlitzer Bahn, Berliner Ringbahn                                   |
| S46   | Westend ↔ Königs Wusterhausen               | 23            | Görlitzer Bahn, Berliner Ringbahn                                              |
| S47   | Berlin Hermannstraße ↔ Spindlersfeld        | 7             | Görlitzer Bahn, Berliner Ringbahn                                              |
| S5    | Westkreuz ↔ Strausberg Nord                 | 30            | Berliner Stadtbahn, Preußische Ostbahn                                         |
| S7    | Potsdam Hauptbahnhof ↔ Ahrensfelde          | 29            | Wetzlarer Bahn, Berliner Stadtbahn, Wriezener Bahn                             |
| S75   | Warschauer Straße ↔ Wartenberg              | 27            | Olympiabahn, Berliner Stadtbahn, Außenring                                     |
| S8    | Birkenwerder ↔ Zeuthen                      | 24            | Görlitzer Bahn, Berliner Ringbahn, Stettiner Bahn                              |
| S85   | Waidmannslust ↔ Berlin-Grünau               | 20            | Görlitzer Bahn, Berliner Ringbahn, Stettiner Bahn                              |
| S9    | Spandau ↔ Port lotniczy Berlin-Brandenburg  | 28            | zewnętrzny pierścień towarowy, Görlitzer Bahn, Berliner Stadtbahn, Olympiabahn |

## Historia
Historia S-Bahn rozpoczęła się wraz z uruchomieniem pociągów lokalnych na średnicowej linii estakadowej (Stadtbahn – dosłownie „kolej miejska” lub „linia przez miasto”) w 1882 r. Następnie rozwinęły się również koleje podmiejskie (Vorortbahn) i okrężna (Ringbahn). Od 1924 r. zaczęto elektryfikację tych kolei, zaś 1 grudnia 1930 połączono je w system S-Bahn. Jeszcze kilkadziesiąt lat po II wojnie światowej część linii obsługiwana była przez pociągi elektryczne, część zaś przez parowe. Zasięg sieci S-Bahn był wówczas większy niż obecnie (pociągi dojeżdżały m.in. do Falkensee, Rangsdorf, Velten). Większość linii niezelektryfikowanych do lat sześćdziesiątych w późniejszym okresie została wyłączona z sieci S-Bahn i przejęta przez koleje regionalne.
W czasie ponad 80 lat eksploatacji elektrycznych kolei miejskich w Berlinie zdarzyło się kilka wypadków (pożary, wykolejenia), w których nikt nie zginął.